# نادي سول نايتس لكرة السلة
نادي سول نايتس لكرة السلة (هانغل: 서울 SK 나이츠) هو فريق كرة سلة كوري جنوبي للمحترفين تأسس في سنة 1997 يقع مقره في سول. ينافس في الدوري الكوري لكرة السلة.

## الإنجازات

### الدوري الكوري لكرة السلة
الفوز (1): 1999-2000
الوصافة (2): 2001–02، 2012–13

## أبرز اللاعبين
من أبرز اللاعبين الذين لعبوا معه:
- أوفي ستوري
- سيدريك هندرسون
- دامون براون
- جريج ستيمسما
- جونيور بورو
- كيبو ستيوارت
- كريس لانغ
- لو رو
- ساماكي ووكر

## وصلات خارجية
- الموقع الرسمي